# Pat Saiki
Patricia Fukuda Saiki dite Pat Saiki (née le 28 mai 1930 à Hilo, Territoire d'Hawaï), elle fut de 1987 à 1991 la représentante républicaine du premier district d'Hawaï à la Chambre des Représentants des États-Unis. De 1991 à 1993, Saiki fut aussi l'administratrice de la Small Business Administration sous la présidence de George Bush.